# Cantone di Digne-les-Bains-2
Il Cantone di Digne-les-Bains-2 è una divisione amministrativa dell'arrondissement di Digne-les-Bains.
È stato istituito a seguito della riforma approvata con decreto del 24 febbraio 2014, che ha avuto attuazione dopo le elezioni dipartimentali del 2015.

## Composizione
I 7 comuni facenti parte del cantone sono:
- Digne-les-Bains in parte nel Cantone di Digne-les-Bains-1
- Aiglun
- Barras
- Champtercier
- Malijai
- Mallemoisson
- Mirabeau